# Роја
Роја или Ројо (грч. Ῥοιώ) је у грчкој митологији било име више личности.

## Митологија
- Кћерка Стафила и Хрисотемиде, коју је волео Аполон. Када је зачела са њим, отац ју је сместио у ковчег и бацио у море. Море ју је донело до обале Еубеје или Делоса, где је родила Анија. Касније се удала за Зарекса.[1]
- Скамандарова кћерка, која је са Лаомедонтом имала сина Титона.[1]